# Catherine de Bulgarie
Catherine de Bulgarie est une impératrice byzantine. Elle est née vers 1010 et morte en 1063. Elle est l'épouse de l'empereur byzantin Isaac Ier.

## Biographie

### Naissance
Catherine de Bulgarie (bulgare : Aikaterina) est née entre 1005 et 1010 en Bulgarie. Elle est la fille du dernier tsar bulgare, Ivan Vladislav, et de sa femme la tsarine Maria. Ce dernier régna de 1015 à 1018. Une fois tsar, son père lui attribua le titre honorifique d'Augusta. Il est possible que le prénom Aikaterina n'était pas celui qu'elle avait à la naissance. Elle l'aurait adopté une fois mariée à Isaac. D'ailleurs, il était même assez fréquent pour les princesses étrangères se mariant dans une grande famille byzantine de changer de nom. De plus, le prénom Aikaterina semble avoir été rare à l'époque, car il n'est pas mentionné dans d'autres listes de mariages royaux.

### Jeunesse
Catherine quitta la Bulgarie pour Constantinople dans l'année 1018. Son père, le tsar bulgare Ivan Vladislav était, ainsi que le royaume bulgare, alors en guerre interminable contre le royaume byzantin et son empereur, Basile II. À la suite de la défaite de l’armée bulgare et de la mort du tsar, le royaume chuta et la famille de Catherine fut capturée par l’armée byzantine. Catherine arriva à Castoria en tant que captive et fut offerte à Basile II avec les autres membres de sa famille en 1019. Heureusement, elle fut bien traitée par l’empereur qui lui attribua à elle, et aux autres membres de sa famille, des titres honorifiques.

### Mariage avecIsaacIerComnène
Catherine s’intégra par la suite très vite à la haute aristocratie byzantine grâce à son mariage avec le futur empereur Isaac Ier Comnène. Ce dernier fut choisi par l’empereur Basile II, car il faisait partie de sa cour. En effet, Isaac était le fils du général byzantin Manuel Erotikos Comnène, qui servait alors sous l'empereur. Isaac aurait reçu la plus grande partie de son éducation avec son frère, Jean Comnène, dans un monastère. Par ailleurs, il était coutume pour les princesses étrangères de se marier avec des membres de la cour byzantine. Ainsi, cela expliquerait pourquoi Basile II choisit Catherine comme future épouse d’Isaac.

#### Famille
Catherine eu deux enfants de son mariage avec Isaac : Manuel et Maria. Leur fils serait né vers 1030 et mort entre 1042 et 1057. Il était fiancé à une jeune femme au moment de sa mort. Cette dernière était apparemment la fille d’un haut dignitaire de l’Empire byzantin. La fille de Catherine et d’Isaac serait née en 1034. Par ailleurs, sa beauté est remarquée par l’historien Michel Psellos Maria demeura toutefois célibataire toute sa vie.

### Impératrice de Byzance
Catherine est elle aussi remarquée par Psellos qui l'a décrit ainsi que son héritage familial
Catherine devint officiellement impératrice de Byzance le 1er septembre 1057 lors du couronnement de son mari. Ce dernier était auparavant un brillant général militaire pour l’Empire byzantin. Il accéda au trône à la suite d'une révolution militaire dont il était l’un des principaux personnages. Durant cette révolte, Catherine fut mise sous la protection du frère de son époux, Jean Comnène. D’autres hommes furent aussi considérés pour assumer le rôle du futur empereur de Byzance. Toutefois, c’est Isaac qui devint empereur pour avoir gagné la faveur d’une grande partie de l’armée. Ainsi, comme il était soutenu par l’armée, il écarta facilement ses compétiteurs.

#### Fonctions impériales
En tant qu’impératrice byzantine, Catherine avait probablement de nombreuses fonctions et occupations. Comme plusieurs impératrices byzantines, elle était pieuse et lettrée. Elle bénéficiait aussi d’une assez grande liberté et autonomie au palais impérial. Elle pouvait donc disposer de son temps libre ainsi que de sa fortune personnelle comme elle le voulait. Elle pouvait aussi choisir les divertissements de la cour lors de fêtes et de festins. De plus, il n’était pas rare qu’une impératrice s’entoure d’un cercle d’intellectuels, tels des philosophes et des hommes de lettres. 
Outre son rôle d’hôtesse lors de fêtes et de festins, l’impératrice avait une certaine influence politique. Elle pouvait être vue à la table de l’empereur lors de certaines réceptions diplomatiques. 
Il est également fort probable que, comme les autres impératrices byzantines avant elle, Catherine ait eu des fonctions qui l’amenaient hors du palais impérial. Elle participait ainsi sûrement à la vie publique en assistant aux divertissements et aux cérémonies officielles. Elle participait aussi activement au gouvernement monarchique. D’ailleurs, personne à Byzance ne s’étonnait de la présence de l’impératrice lors d'actes pouvant modifier le gouvernement, comme des élections. L’impératrice pouvait ainsi assurer la régence pour un enfant mineur ou même régner seule.
L’empereur pouvait aussi avoir recours à elle pour tout ce qui touchait aux choses dites féminines de la cour. Elle s’assurait alors que dans les grandes fêtes, comme Pâques, les femmes des fonctionnaires invitées par l’empereur étaient reçues adéquatement. Durant d’autres célébrations religieuses, l’impératrice pouvait aussi dîner avec les femmes des hommes invités dans une autre salle. Enfin, lorsque des invités étrangers visitaient Byzance, c’est aussi l’impératrice qui assistait l’empereur dans l’organisation de la réception donnée.

### Abdication d'IsaacIerComnène
Le mari de Catherine décida d’abdiquer le 22 novembre 1059.  Plusieurs causes semblent avoir influencé la décision de l’empereur. D’une part, les réformes militaires et bureaucratiques d’Isaac déplurent à plusieurs. De plus, Isaac avait, depuis un certain temps déjà, des troubles de santé. Enfin, certains pensent que Psellos a été celui qui a le plus influencé la décision de l’empereur d’abdiquer. Toujours est-il qu’Isaac se retira au Monastère du Stoudion à Constantinople. Il y resta jusqu’à sa mort, située entre le début de l’année 1060 et la fin de l’année 1061. Selon Psellos, cette abdication fut néanmoins fortement contestée par Catherine. Plusieurs historiens ont analysé les raisons qui poussèrent Catherine à contester l’abdication de son mari. Il est possible qu’elle désirait tout simplement garder son titre et son pouvoir grâce à son statut d’impératrice.
Dans son ouvrage le plus célèbre, Psellos relata une conversation que cette dernière eue avec son mari. Elle l’implora de ne pas choisir d’abdiquer et de conserver le pouvoir.
Plusieurs traits de l’impératrice, mais également des traits communs aux épouses byzantines du XIe siècle, sont observés grâce à ce discours. D’abord, les deux grandes vertus des femmes byzantines du XIe siècle étaient la fertilité et le maintien de la famille. De plus, les femmes byzantines étaient souvent perçues comme ayant un comportement hystérique lorsqu’elles parlaient, car elles ne restaient pas aussi sereines que leur époux. En outre, elles étaient souvent décrites comme ayant une moins bonne capacité rhétorique que  leur mari. L’attitude d’Isaac durant ce discours est aussi révélatrice. L’empereur resta indifférent aux demandes de sa femme et sembla presque irrité par le comportement de celle-ci. Psellos remarqua d’ailleurs lui aussi l’attitude de l’empereur envers sa femme,.
Grâce à ce discours relaté par Psellos, des comparaisons intéressantes entre Catherine et une autre grande impératrice byzantine, Théodora, peuvent être faites. Les raisons du discours de Catherine sont de natures familiales. Cette dernière avait conscience de la sécurité et stabilité financière que le titre de son mari assurait à sa fille et à elle-même. Elle savait aussi que l’avenir de sa fille dépendait du statut royal de son père afin de lui assurer un bon mariage. Il fallait donc que Catherine tente par tous les moyens possibles de raisonner son mari et le convaincre de conserver le pouvoir royal. Elle ne voulait pas s’assurer de garder le pouvoir royal à des fins avides ou pour demeurer célèbre, contrairement à Théodora. Cette comparaison entre les deux impératrices est fort importante, car elle permet de démontrer que Catherine conserva une meilleure image que Théodora parce qu’elle resta féminine. Elle demeura l’image parfaite de la mère protectrice qui a pour principale préoccupation sa famille. Cependant, elle perpétua le stéréotype voulant que les femmes étaient hystériques à travers la description du discours de Psellos. Toutefois, Catherine était consciente du rôle protecteur de son mari. De plus, étant bulgare, elle n’avait plus de famille proche et était ainsi laissée à elle-même si son mari décidait d’abdiquer. Enfin, les craintes de Catherine pour sa sécurité future et celle de sa fille sans son époux traduisent probablement le mauvais traitement des femmes sans défense à Byzance.
Plusieurs décennies plus tard, un autre historien, Nicéphore Bryenne, ne fera même pas mention de cette conversation entre Catherine et Isaac lorsqu’il relatera l’abdication de l’empereur. Il sera à la place question d'une conversation entre Jean Comnène et sa femme.

### Vie monastique
À la suite de l’abdication de son mari, Catherine aurait peut-être régné pendant un certain temps avec l’empereur Constantin X Doukas avant de quitter la vie impériale. Elle décida de suivre l’exemple de son mari et entra au Monastère de Myrelaion en 1063. Sa fille, Maria, l’accompagna. Catherine suivit alors la coutume byzantine et changea de nom. Elle adopta le nom monastique d’Hélène (grec : Xène) et consacra le reste de sa vie à la vie religieuse. Chaque année, elle commémora aussi la mort de son mari.
Le monastère Myrelaion est désormais une Mosquée mieux connue sous le nom de Mosquée Bodrum à Istanbul.

### Décès
Catherine mourut au cours de l’année 1063, probablement après le mois de mars. Elle demanda à être enterrée au monastère du Stoudion. Isaac était enterré à l’église du monastère depuis déjà deux ans. Il n’est donc pas étonnant qu’elle voulait reposer aux côtés de son mari. De plus, Isaac et elle avaient auparavant investi beaucoup de temps et d’argent afin de rénover et d’embellir l’église du monastère. En effet, tous deux, mais particulièrement Catherine, adoraient cette église. Il est toutefois aussi possible qu’Isaac voulait simplement montrer sa reconnaissance envers le monastère. Il avait été élevé à Stoudion avec son frère alors qu’il n’était encore qu’un enfant.

#### Héritage
Catherine et son mari avaient fait preuve de beaucoup de générosité envers l’église du monastère du Stoudion. Il est probable que les représentations ainsi que le culte de la Sainte Katherine d’Alexandrie soient en fait un hommage à Catherine.